# Юнгвальд-Хількевич Георгій Емілійович
Георгій Емілійович Юнгвальд-Хількевич (рос. Георгий Эмильевич Юнгвальд-Хилькевич; 22 жовтня 1934, Ташкент, Узбецька РСР — 11 листопада 2015, Москва, Росія) — український і російський радянський кінорежисер, сценарист, художник. Заслужений діяч мистецтв України (1995). Був членом Спілки кінематографістів України. Батько українського кінокритика Наталії Юнгвальд-Хількевич.

## Біографія
Народився в родині театрального режисера. Закінчив Ташкентський театрально-художній інститут (1962) і Вищі режисерські курси Всесоюзного державного інституту кінематографії в Москві (1966). Був художником Ташкентського драматичного театру ім. Хамзи, головним художником студії «Таджикфільм», режисером Одеської кіностудії художніх фільмів (1966—1990).
З 1990 року працював у Москві.
Оформив як художник до 80 спектаклів у театрах Одеси, Москви, Ташкента, Вільнюса, Парижа.
З 1997 р. — головний режисер, сценарист і художник у Театрі Юрія Куклачова.
Співавтор книги «За кадром — „Наше кино“» (М., 2000).

## Фільмографія
- «Формула райдуги» (1966),
- «Тиха Одеса» (1967, у співавт.)
- «Один шанс із тисячі» (1968)
- «Небезпечні гастролі» (1969)
- «Увага, цунамі!» (1969)
- «Відвага» (1971, Диплом МКФ пригодницьких фільмів, Прага, 1973)
- «Петька у космосі» (1972, т/ф)
- «Весна двадцять дев'ятого» (1975, т/ф)
- «Туфлі з золотими пряжками» (1976, т/ф, 2 с)
- «Д'Артаньян та три мушкетери» (1979, т/ф, 3 а)
- «Ах, водевіль, водевіль...» (1980, т/ф)
- «Куди він дінеться!» (1981, співавт. сцен.)
- «Двоє під однією парасолькою» (1983)
- «Сезон див» (1985)
- «Вище Радуги» (1986, т/ф, 2 а)
- «В'язень замку Іф» (1988, За, співавт. сцен.)
- «Мистецтво жити в Одесі» (1989, співавт. сцен.)
- «Афери, музика, любов...»
- «Морський круїз»
- «Таємниця королеви Анни, або Мушкетери тридцять років по тому» (1993)
- «Мушкетери двадцять років по тому» (1995, т/ф, 4 а)
- «Новорічний романс» (2003)
- «З ніг на голову» (2003)
- «Адам і перетворення Єви» (2005)
- «Повернення мушкетерів, або Скарби кардинала Мазаріні» (2007) та ін.

## Нагороди
- Нагороджений Почесною Грамотою Верховної Ради України, значком «Відмінник кінематографії СРСР».